# 安川隆司
安川 隆司（やすかわ りゅうじ、1959年 - ）は、日本の経済学者。東京経済大学経済学部教授。
研究分野は、経済思想史。主なテーマは、イギリス経済思想史とインド。

## 経歴
- 1984年、一橋大学社会学部卒業。一橋大学大学院社会学研究科修士課程修了。
- ロンドン大学大学院歴史学研究科修士課程修了、法・政治理論修士。
- 一橋大学社会科学古典資料センター助手を経て、1991年、東京経済大学経済学部助教授。2004年、教授。
- 2006年-2008年、経済学部長。2008年-2014年、副学長。

## 著書
- 『リベラリズムとオリエンタリズム: ウィリアム・ジョーンズの政治思想とインド論』（1991年、一橋大学社会科学古典資料センター Study Series No.24）
- （佐藤清隆,中島俊克共編著）『西洋史の新地平: エスニシティ・自然・社会運動』ISBN 9784887083486